# Zapalla deliquella
Zapalla deliquella är en fjärilsart som beskrevs av Philipp Christoph Zeller 1848. Zapalla deliquella ingår i släktet Zapalla och familjen mott. Inga underarter finns listade i Catalogue of Life.